# 表語文字
表語文字（ひょうごもじ、英: logogram）は、一つ一つの文字により、言語の一つ一つの語や形態素を表す文字体系のことをいう。

## 概要
漢字は、一音節が一形態素となる中国語の形態素それぞれを一文字ずつで表記するので、体系的な表語文字の代表的なものである。
表語文字に対し、一つ一つの文字が音素や音節を表し、意味に対応しない文字体系を表音文字という。表語文字が原則として単独の文字で意味をなすのに対し、表音文字は特定の順序につながって語の発音を表すことで意味をなす。形式的に言い換えると、表語文字は言語の二重分節のうち、一次分節のレベルで言語を表記するものであるといえる。
一方でアラビア数字のように、各々の文字が表す意味は明確だが、言語の発音との結びつきが弱いと考えられる文字体系を表意文字と呼ぶ。 なお漢字や古代エジプト文字なども表意文字と呼ばれることがあるが、これらは発音も表しており、文字体系の分類では形態素を有するものは表語文字とされる。
表語文字の多くは象形文字に起源を持つ。象形文字がもっぱら具体的な事物を表す記号のみを持つ文字体系であるのに対して、表語文字は言語の語や形態素のほとんど全てを表すことができる。このようなことが可能になったのは、以下の手法を発達させたためである。
- 会意 - 別の意味を持つ文字を組み合わせて、より複雑な意味を持つ文字を作り出す手法
- 形声 - 以下を組み合わせて新たな文字を作り出す手法
  - 声符 - 語の発音を表す記号
  - 義符 - 意味範疇を表す記号

同じ表語文字の文字体系でも、言語によって用いられる文字の数や種類が異なる。これは各々の時代、地域の各々の言語の実状に合うよう、各々の言語で独自に文字の取捨選択や拡張がされるためである。漢字のように多くの言語で用いられている文字体系の場合、一つの言語で用いられる文字の数に比べ、文字体系に属する文字を全て集めた数はかなり多い。